# Leichtathletik-Weltmeisterschaften 2003/Hammerwurf der Männer

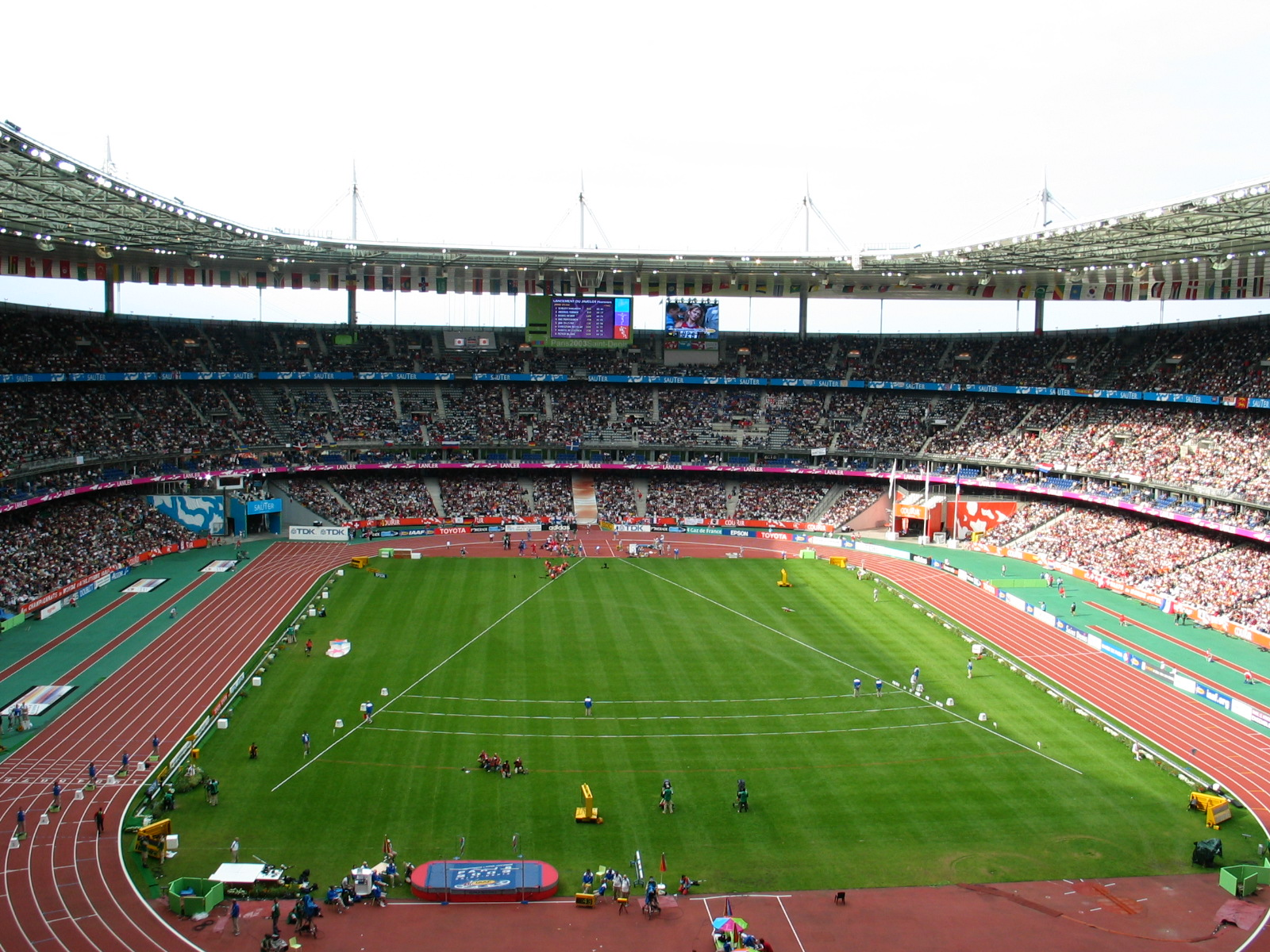
Stade de France in Paris/Saint-Denis am Schlusstag der Leichtathletik-Weltmeisterschaften

Der Hammerwurf der Männer bei den Leichtathletik-Weltmeisterschaften 2003 wurde am 23. und 25. August 2003 im Stade de France der französischen Stadt Saint-Denis unmittelbar bei Paris ausgetragen.
Weltmeister wurde der Belarusse Iwan Zichan. Zweiter wurde der amtierende Europameister Adrián Annus aus Ungarn. Bronze ging an den japanischen Asienmeister von 2002 Kōji Murofushi.

## Bestehende Rekorde
| Weltrekord | 86,74 m | Jurij Sjedych     | EM 1986 in Stuttgart, Bundesrepublik Deutschland | 30. August 1986 |
| WM-Rekord  | 83,38 m | Szymon Ziółkowski | WM 2001 in Edmonton, Kanada                      | 5. August 2001  |

Der bestehende WM-Rekord wurde bei diesen Weltmeisterschaften nicht eingestellt und nicht verbessert.

## Legende
Kurze Übersicht zur Bedeutung der Symbolik – so üblicherweise auch in sonstigen Veröffentlichungen verwendet:
| – | verzichtet |
| x | ungültig   |

## Qualifikation
25 Teilnehmer traten in zwei Gruppen zur Qualifikationsrunde an. Die Qualifikationsweite für den direkten Finaleinzug betrug 78,00 m. Acht Athleten übertrafen diese Marke (hellblau unterlegt). Das Finalfeld wurde mit den vier nächstplatzierten Sportlern auf zwölf Werfer aufgefüllt (hellgrün unterlegt). So mussten schließlich 76,56 m für die Finalteilnahme erbracht werden.

### Gruppe A
23. August 2003, 9:30 Uhr
| Platz | Name                     | Nation       | Resultat (m) | 1. Versuch (m) | 2. Versuch (m) | 3. Versuch (m) |
| 1     | Ihar Astapkowitsch       | Belarus      | 79,66        | 77,11          | 77,48          | 79,66          |
| 2     | Kōji Murofushi           | Japan        | 79,45        | 77,50          | 79,45          | –              |
| 3     | Ilja Konowalow           | Russland     | 78,45        | 78,45          | –              | –              |
| 4     | Primož Kozmus            | Slowenien    | 78,10        | x              | 76,88          | 78,10          |
| 5     | Alexandros Papadimitriou | Griechenland | 77,52        | 75,82          | 77,53          | 75,95          |
| 6     | Nicolas Figère           | Frankreich   | 76,79        | 76,79          | 76,26          | x              |
| 7     | Libor Charfreitag        | Slowakei     | 76,52        | 76,52          | 76,14          | x              |
| 8     | Olli-Pekka Karjalainen   | Finnland     | 76,20        | x              | 76,20          | 75,79          |
| 9     | Nicola Vizzoni           | Italien      | 75,76        | 74,25          | 73,86          | 75,76          |
| 10    | Maciej Palyszko          | Polen        | 75,42        | 75,20          | x              | 75,42          |
| 11    | Péter Botfa              | Ungarn       | 74,75        | 73,10          | 74,75          | 74,74          |
| 12    | Sergei Kirmassow         | Russland     | 74,17        | x              | 74,17          | 72,91          |
| 13    | Oleksandr Krykun         | Ukraine      | 73,58        | 70,86          | 72,97          | 73,58          |

In der Qualifikation aus Gruppe A ausgeschiedene Hammerwerfer:

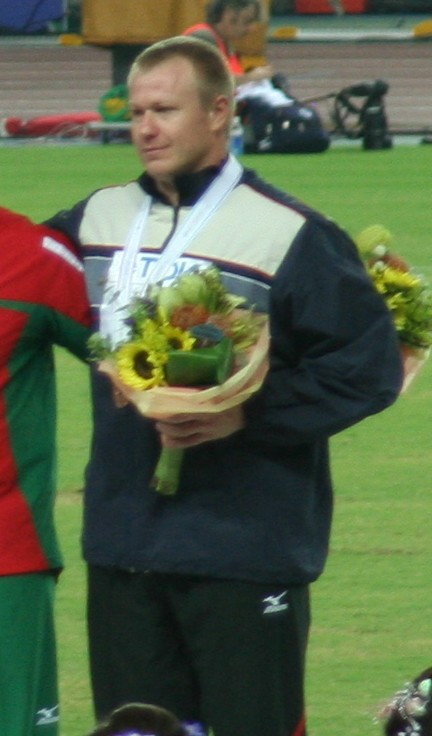
Libor Charfreitag Rang sieben mit 76,52 m
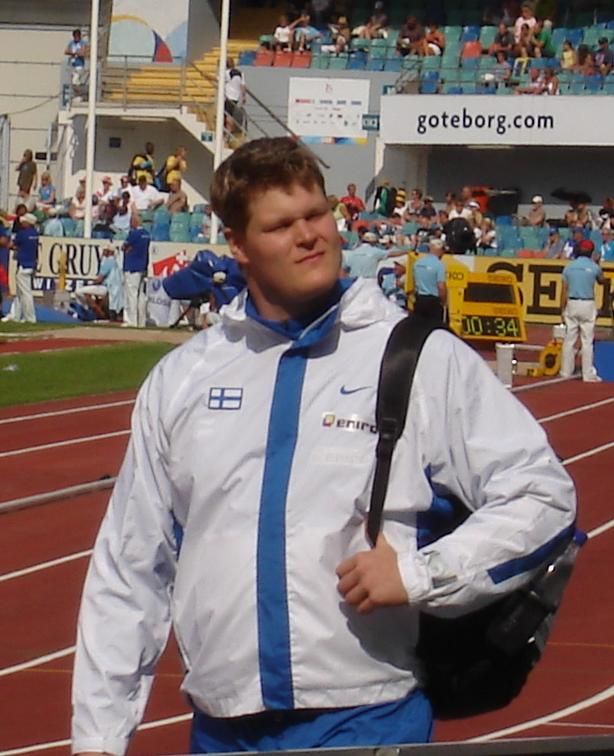
Olli-Pekka Karjalainen Rang acht mit 76,20 m
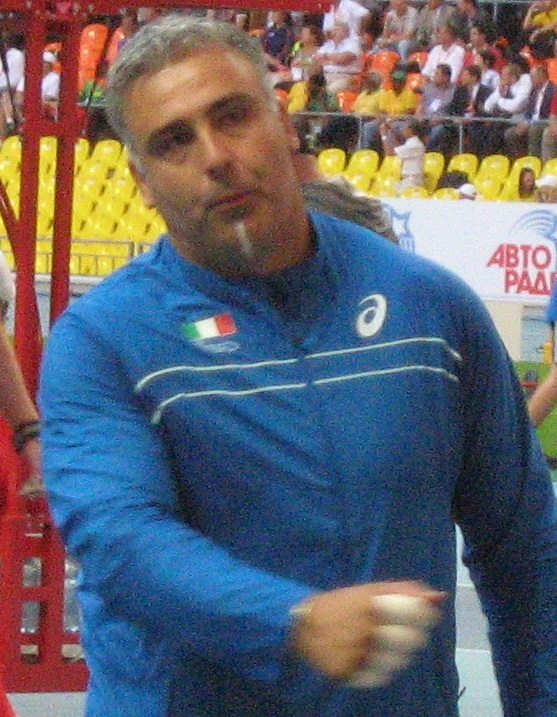
Nicola Vizzoni Rang neun mit 75,76 m

### Gruppe B
23. August 2003, 11:00 Uhr
| Platz | Name                  | Nation      | Resultat (m) | 1. Versuch (m) | 2. Versuch (m) | 3. Versuch (m) |
| 1     | Iwan Zichan           | Belarus     | 79,64        | x              | 79,64          | –              |
| 2     | Andrij Skwaruk        | Ukraine     | 78,50        | 76,77          | 78,50          | –              |
| 3     | Adrián Annus          | Ungarn      | 78,20        | 78,20          | –              | –              |
| 4     | Wadsim Dsewjatouski   | Belarus     | 78,12        | 75,07          | 76,46          | 78,12          |
| 5     | Miloslav Konopka      | Slowakei    | 76,58        | 76,58          | 73,55          | 75,81          |
| 6     | Stuart Rendell        | Australien  | 76,56        | 75,57          | 76,56          | x              |
| 7     | Wladyslaw Piskunow    | Ukraine     | 75,65        | 73,43          | 74,73          | 75,65          |
| 8     | Karsten Kobs          | Deutschland | 75,55        | 75,21          | 74,90          | 75,55          |
| 9     | Alexei Sagorny        | Russland    | 73,30        | x              | 72,36          | 73,30          |
| 10    | Christophe Épalle     | Frankreich  | 72,82        | x              | 72,82          | x              |
| 11    | Juan Ignacio Cerra    | Argentinien | 72,70        | 72,70          | x              | 71,86          |
| 12    | Wojciech Kondratowicz | Polen       | 70,79        | x              | 70,79          | x              |
| DNS   | Vladimír Maška        | Tschechien  |              |                |                |                |

In der Qualifikation aus Gruppe B ausgeschiedene Hammerwerfer:

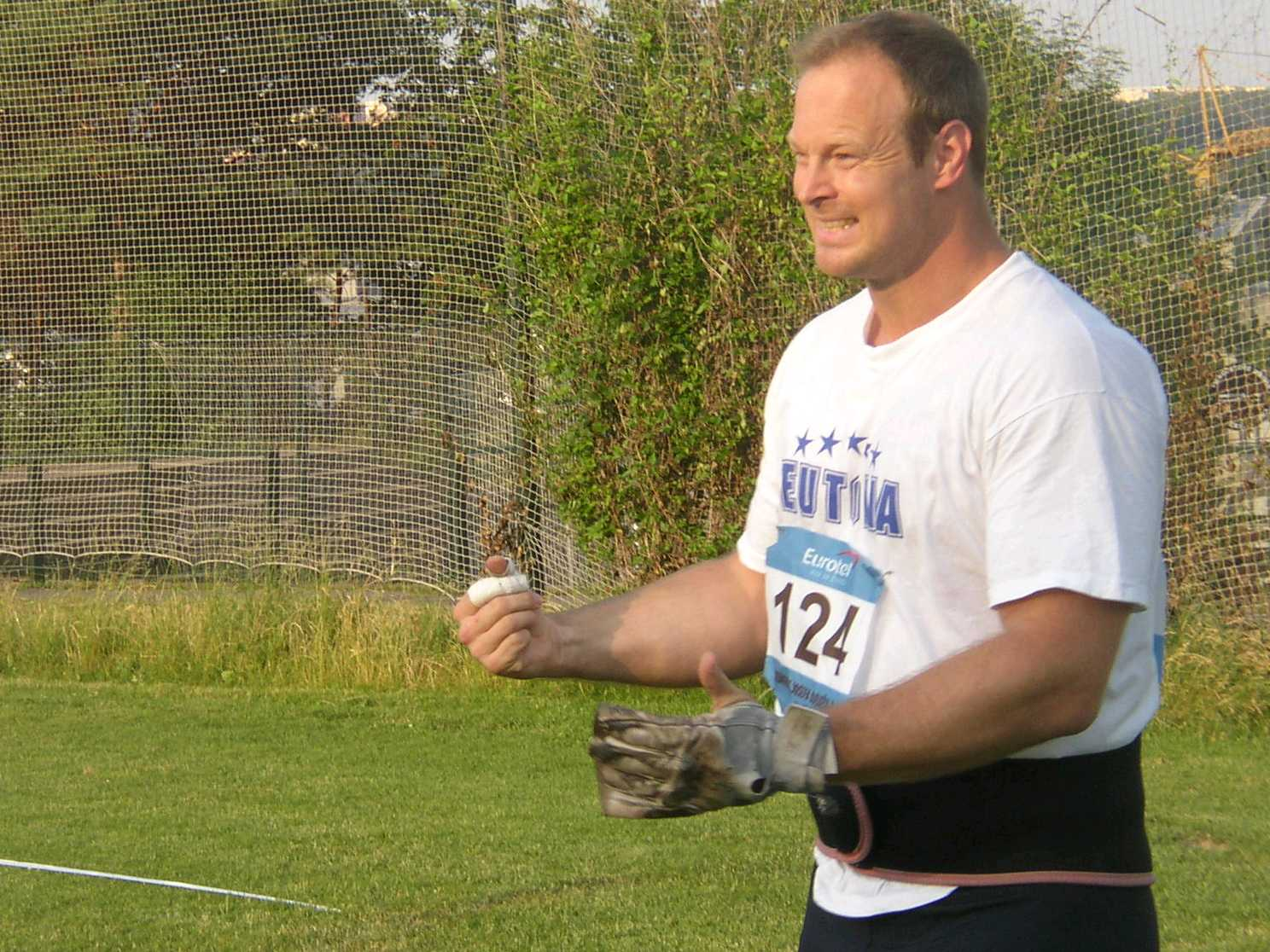
Karsten Kobs, 1999 Weltmeister, Rang acht mit 75,55 m
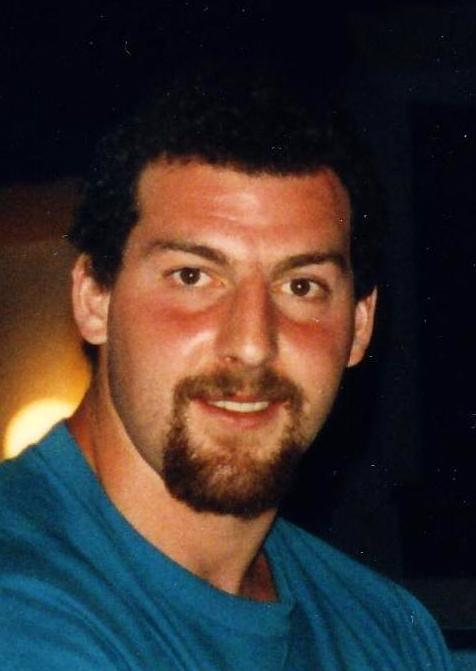
Christophe Épalle Rang zehn mit 78,82 m

## Finale
25. August 2003, 18:00 Uhr
| Platz | Name                     | Nation       | Resultat (m) | 1. Versuch (m) | 2. Versuch (m) | 3. Versuch (m) | 4. Versuch (m)                         | 5. Versuch (m)                         | 6. Versuch (m)                         |
| 1     | Iwan Zichan              | Belarus      | 83,05        | x              | 80,69          | 81,77          | x                                      | x                                      | 83,05                                  |
| 2     | Adrián Annus             | Ungarn       | 80,36        | 77,26          | 78,48          | 79,22          | 79,01                                  | 78,49                                  | 80,36                                  |
| 3     | Kōji Murofushi           | Japan        | 80,12        | 79,87          | 78,64          | 79,99          | 19,91                                  | 80,12                                  | 79,07                                  |
| 4     | Andrij Skwaruk           | Ukraine      | 79,68        | 78,80          | 79,68          | 77,70          | x                                      | x                                      | x                                      |
| 5     | Primož Kozmus            | Slowenien    | 79,68        | 78,16          | x              | 78,00          | 74,76                                  | 78,72                                  | 79,68                                  |
| 6     | Ilja Konowalow           | Russland     | 78,55        | 76,49          | x              | 76,06          | 76,81                                  | 76,10                                  | 78,55                                  |
| 7     | Wadsim Dsewjatouski      | Belarus      | 78,13        | 78,13          | 76,81          | 77,63          | x                                      | 73,99                                  | x                                      |
| 8     | Alexandros Papadimitriou | Griechenland | 77,79        | 75,62          | 77,79          | 77,05          | 77,70                                  | x                                      | 75,62                                  |
| 9     | Miloslav Konopka         | Slowakei     | 75,86        | 75,86          | 75,18          | x              | nicht im Finale der besten acht Werfer | nicht im Finale der besten acht Werfer | nicht im Finale der besten acht Werfer |
| 10    | Stuart Rendell           | Australien   | 75,72        | 73,14          | 75,72          | 75,54          | nicht im Finale der besten acht Werfer | nicht im Finale der besten acht Werfer | nicht im Finale der besten acht Werfer |
| 11    | Nicolas Figère           | Frankreich   | 74,06        | 73,97          | 70,98          | 74,06          | nicht im Finale der besten acht Werfer | nicht im Finale der besten acht Werfer | nicht im Finale der besten acht Werfer |
| NM    | Ihar Astapkowitsch       | Belarus      | ogV          | x              | x              | x              | nicht im Finale der besten acht Werfer | nicht im Finale der besten acht Werfer | nicht im Finale der besten acht Werfer |

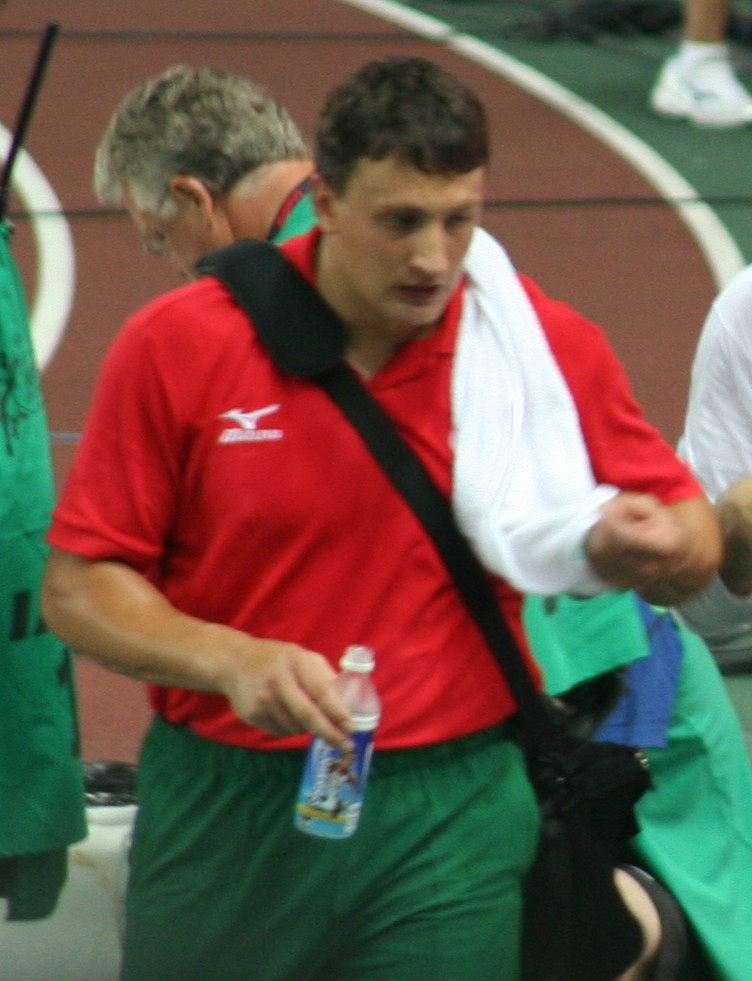
Weltmeister Iwan Zichan, wie auch andere Athleten dieser Konkurrenz war er später von dopingbedingten Problemen – unter anderem einer Sperre – betroffen
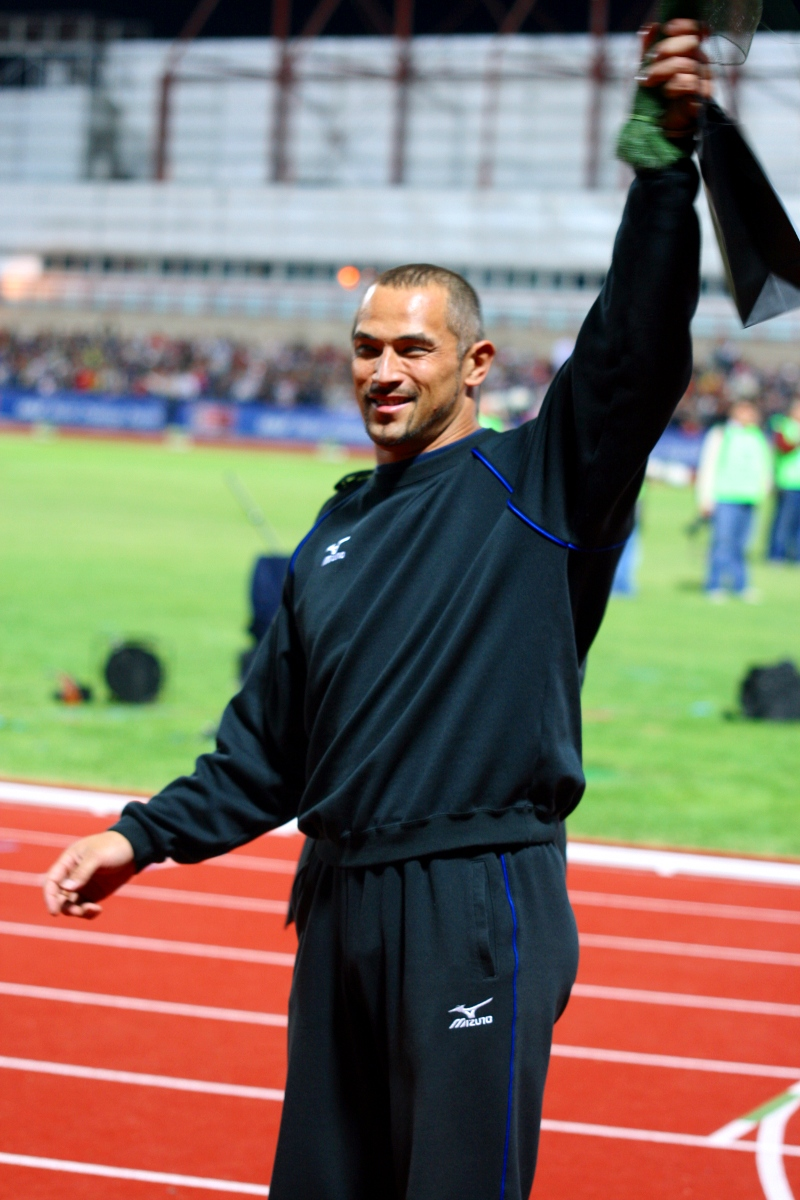
Bronzemedaillengewinner Kōji Murofushi
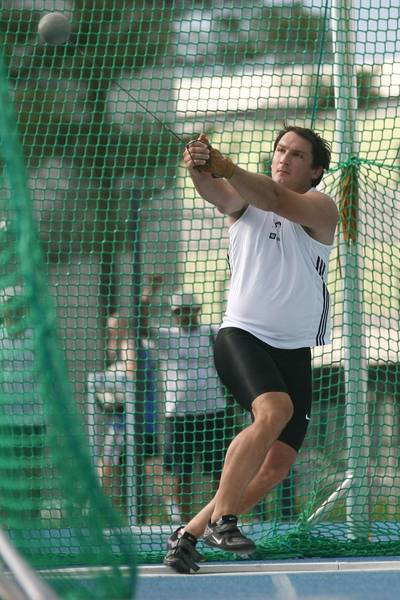
Primož Kozmus, der noch Medaillengewinne und Siege – aber auch die dopingbedingteb Aberkennung von Resultaten[2] – vor sich hatte, belegte Rang fünf
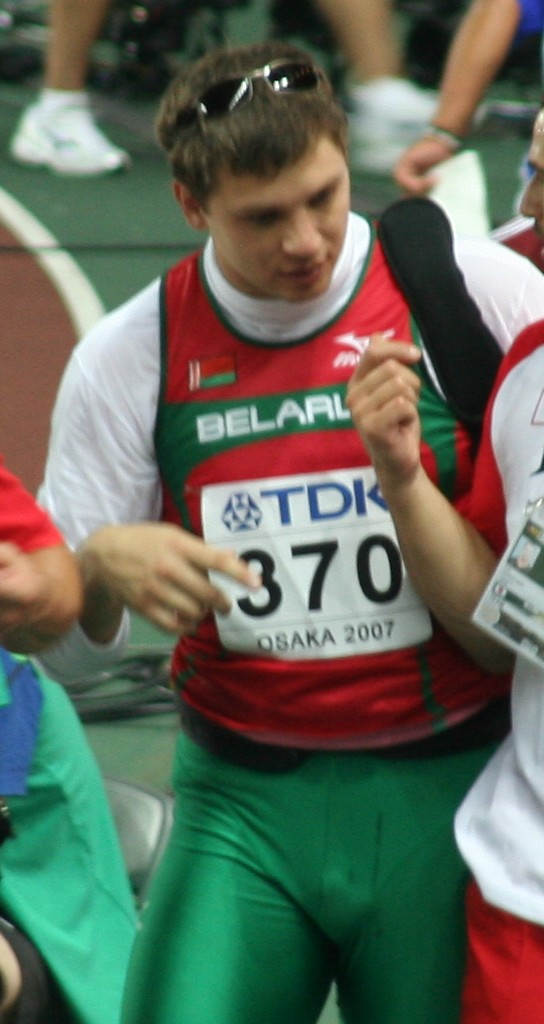
Wadsim Dsewjatouski, gerade aus einer Dopingsperre zurück[3], erreichte Platz sieben – er wurde später wegen weiterer Dopingvergehen auf Lebenszeit gesperrt

## Video
- Hammer Throw Final IAAF World Champs 2003 Paris auf youtube.com, abgerufen am 10. September 2020